# Dircaea tibialis
Dircaea tibialis is een keversoort uit de familie zwamspartelkevers (Melandryidae). De wetenschappelijke naam van de soort werd in 1824 gepubliceerd door Thomas Say in Keating.